# Sender Wildemann (Norddeutscher Rundfunk)
Der Sender Wildemann (Norddeutscher Rundfunk) ist eine Sendeanlage (kurz Sender) für Fernsehen. Sie befindet sich auf der Georgenhöhe am Fuße des Adlersberges bei Wildemann (Berg- und Universitätsstadt Clausthal-Zellerfeld).
Ehemals diente diese Sendeanlage als Fernsehumsetzer für die Stadt Wildemann. Bei der Digitalisierung wurde dieser Umsetzer als eine der wenigen deutschen Umsetzer auf DVB-T umgestellt und war damit der schwächste DVB-T-Sender Deutschlands. Laut Schätzungen des NDR hatte der Sender zuletzt nur noch etwa 20 Einwohner Wildemanns mit Digitalfernsehen versorgt, weswegen er im Jahr 2013 außer Betrieb genommen wurde. In diesem Zusammenhang ist auch der Abriss des Sendemastes geplant.

## Frequenzen und Programme

### Digitales Fernsehen (DVB-T)
Folgende DVB-T-Bouquets wurden bis zur Abschaltung im Jahr 2013 ausgestrahlt:
| Kanal | Frequenz (MHz) | Multiplex                        | Programme im Multiplex | ERP (kW) | Antennen- diagramm rund (ND)/ gerichtet (D) | Polarisation horizontal (H)/ vertikal (V) |
| ----- | -------------- | -------------------------------- | --- | -------- | ------------------------------------------- | ----------------------------------------- |
| 23    | 490            | ZDFmobil                         | - ZDF - 3sat - ZDFinfo - KiKA / ZDFneo | 0,005    | D                                           | V                                         |
| 36    | 594            | ARD regional (NDR) Niedersachsen | - NDR Fernsehen (Niedersachsen) - WDR Fernsehen (Köln) / NDR FS SH - MDR Fernsehen (Sachsen-Anhalt) / NDR FS MV - hr-fernsehen / NDR FS HH | 0,005    | D                                           | V                                         |
| 47    | 682            | ARD Digital (NDR)                | - Das Erste (NDR) - arte - Phoenix - tagesschau24                                                                                          | 0,005    | D                                           | V                                         |

Sendeparameter: Modulationsverfahren: 16-QAM, Videokompression: MPEG-2, FEC: 2/3, Guardintervall: 1/4, Bitrate: 13,27 MBit/s

SFN mit Braunschweig-Broitzem, Braunschweig-Innenstadt, Hannover (Telemax), Hannover-Hemmingen, Hildesheim (Sibbesse), Stadthagen (kein ZDF-Multiplex)

### Analoges Fernsehen (PAL)
Bis zur Umstellung auf DVB-T wurde das folgende analoge Fernsehprogramm gesendet:
| Kanal | Frequenz (MHz) | Programm        | ERP (kW) | Sendediagramm rund (ND)/ gerichtet (D) | Polarisation horizontal (H)/ vertikal (V) |
| ----- | -------------- | --------------- | -------- | -------------------------------------- | ----------------------------------------- |
| 5     | 175,25         | Das Erste (NDR) | 0,0023   | D                                      | V                                         |